# مانوئل پریرا
مانوئل پریرا (اسپانیایی: Manuel Pereira‎؛ زادهٔ ۱۸ ژوئن ۱۹۶۱) شمشیرباز اهل اسپانیا است.